# Julia Kavanagh
Julia Kavanagh (ur. 7 stycznia 1824 w Thurles in Tipperary w Irlandii, zm. 28 października 1877 w Nicei) – brytyjska pisarka. Była córką irlandzkiego poety Morgana Petera Kavanagha. Wychowywała się we Francji, gdzie pojechała razem z rodzicami. Zadebiutowała książką Three Paths, wydaną w 1847.

## Wybrane dzieła
- Madeleine, a Tale of Auvergne (1848)
- A Summer and Winter in the Two Sicilies (1858)
- French Women of Letters (1862)
- English Women of Letters (1862)
- Woman in France during the 18th Century (1850)
- Women of Christianity (1852).